# Меч Святослава
Меч Святослава — меч каролінгського типу, який було знайдено 7 листопада 2011 року в Дніпрі поблизу острова Хортиця. Відноситься до мечів «ULFBERHT» і пов'язується із загибеллю князя Святослава Ігоровича.

## Знахідка
Житель Запоріжжя Сергій П'янков під час риболовлі на Дніпрі 7 листопада 2011 року витягнув з ріки старовинний меч. 21 листопада знахідку було представлено в Музеї історії запорозького козацтва. Знахідку С. П'янков передав Національному заповіднику «Хортиця». Цей меч аналогічний багатоорнаментованим 5 мечам, що були знайдені 1928 року біля Кічкаса під час будівництва Дніпровської ГЕС та втрачені під час Другої світової війни.

## Опис
Співробітниками Національного заповідника «Хортиця» встановлено, що меч довжиною 96 см та вагою близько 1 кг був виготовлений приблизно в X столітті й відноситься до каролінгського типу з коротким перехрестям. Його руків'я оздоблене золотом (або латунню), сріблом і міддю. Під час реставрації було встановлено форму клинка і тавро виробника (напис +ULFBERH+T). Про те, що цей меч належав комусь із військової верхівки або ж близького князівського оточення, свідчать щедре декорування руків'я, інкрустація сріблом, міддю та латунню.
Фахівці висловлювали припущення, що зброя могла належати Святославові — київському князеві, який загинув 972 року на Дніпрі в бою з печенігами, поблизу острова. Гендиректор заповідника «Хортиця» Максим Остапенко зазначив, що «рівень обробки, якість її свідчать, що цей меч міг належати безпосередньо князю».